# بادیگارد من
بادیگارد من (به انگلیسی: My Bodyguard) فیلمی محصول سال ۱۹۸۰ و به کارگردانی تونی بیل است. در این فیلم بازیگرانی همچون روث گوردون، مت دیلون، جان هاوسمن، کریگ ریچارد نلسون، آدام بالدوین، مارتین مول، دیک کیوسک، جون کیوسک، تیم کازورینسکی، جورج ونت و جنیفر بیلز ایفای نقش کرده‌اند.